# Agente X 1-7 operación Océano
Agente X 1-7 operación Océano  es una coproducción hispano-italiana dirigida por Americo Anton en el año 1965.

## Argumento
El agente Collins es enviado a encontrar a un científico que ha sido raptado y tratar de liberarlo.